# 顺庆区
顺庆区是中国四川省南充市所辖的一个市辖区。总面积545平方公里，2010年人口70万人。

## 行政区划
顺庆区下辖12个街道办事处、6个镇、1个乡：
中城街道、北城街道、西城街道、东南街道、舞凤街道、新建街道、华凤街道、和平路街道、潆溪街道、荆溪街道、西山街道、搬罾街道、共兴镇、金台镇、芦溪镇、李家镇、双桥镇、渔溪镇和新复乡。